# Joseph Dunford
Joseph Francis Dunford, Jr. (født 8. december 1955 i Boston) er en amerikansk firestjernet general i United States Marine Corps. I august 2015 blev han den 19. Formand for Joint Chiefs of Staff. Joint Chiefs of Staff rådgiver USA's præsident og Forsvarsministeriet. Før var han Commandant of the Marine Corps fra 2014 til 2015. 
Dunford blev 1. oktober 2015 den højest rangerende officer i USA's forsvar, hvor Martin Dempsey før havde den titel.